# Ulrich Hübner
Pour les articles homonymes, voir Hübner.
Ulrich Hübner (né le 17 juin 1872 Berlin, mort le 29 avril 1932 à Neubabelsberg) est un peintre allemand.

## Biographie
Né dans une famille d'artistes, il commence sa formation en 1892 à Karlsruhe avec Robert Poetzelberger, Gustav Schönleber, et Carlos Grethe (en). Il étudie par la suite à Munich. En 1899 il est membre de la Berliner Secession. Il obtient en 1905 le prix de la Villa Romana. Il a eu comme élève Carl Schneiders. Certaines de ses œuvres sont exposées à Lübeck et au Musée d'Art du comté de Los Angeles.

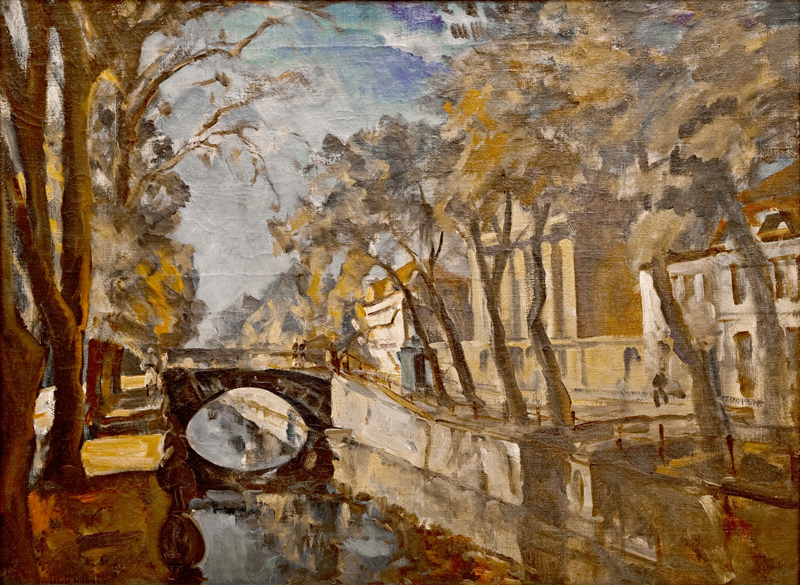
Canal de Potsdam
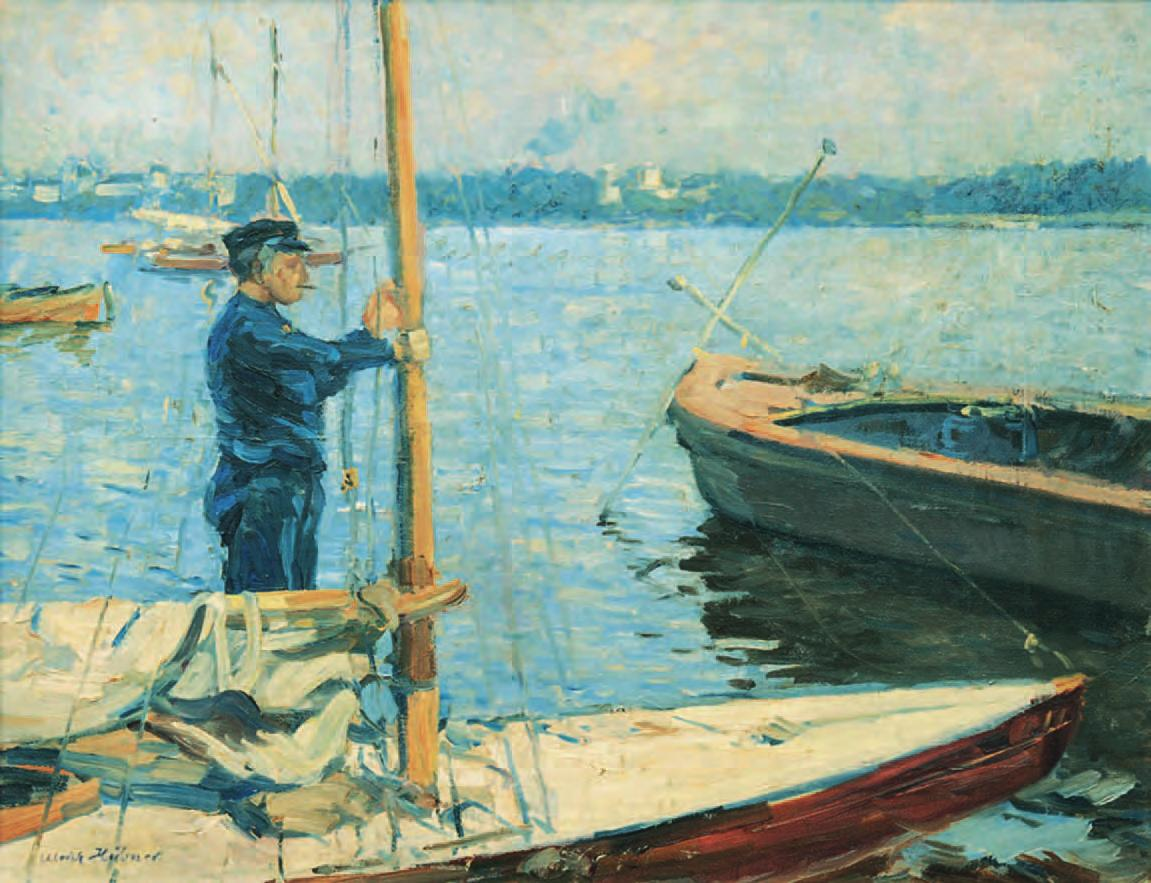
Boote auf der Außenalster
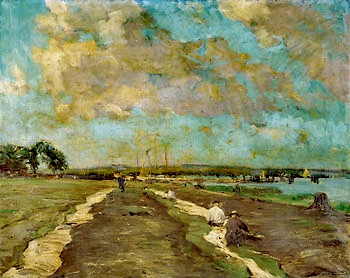
Netzflicker bei Travemünde
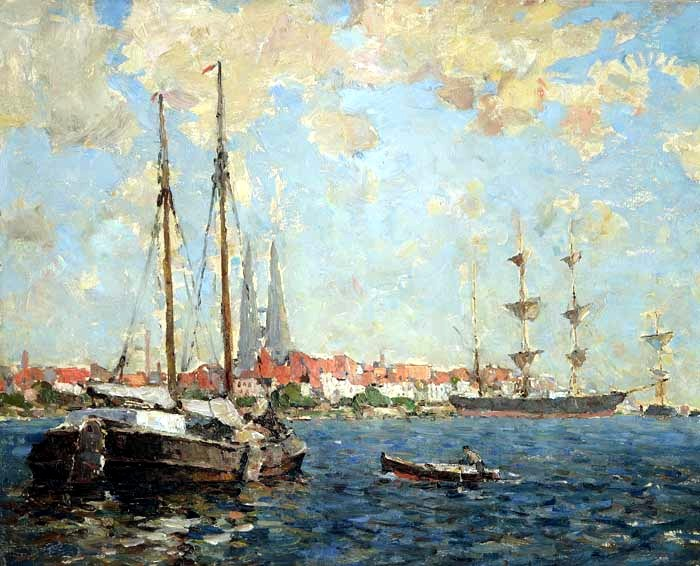
Travemünde-Lübecker Bucht